# Syzygium ampliflorum
Syzygium ampliflorum är en myrtenväxtart som först beskrevs av Sijfert Hendrik Koorders och Theodoric Valeton, och fick sitt nu gällande namn av Gerda Jane Hillegonda Amshoff. Syzygium ampliflorum ingår i släktet Syzygium och familjen myrtenväxter. IUCN kategoriserar arten globalt som akut hotad.
Artens utbredningsområde är Java. Inga underarter finns listade i Catalogue of Life.